# Beaupuy (Alta Garonna)
Beaupuy è un comune francese di 1 319 abitanti situato nel dipartimento dell'Alta Garonna nella regione dell'Occitania.

## Storia

### Simboli
Nell'Armorial Général de France del 1696, Beaupuy è rappresentato da uno stemma d'argento, alla lettera maiuscola B d'azzurro.

## Società

### Evoluzione demografica
Abitanti censiti